# 哈里森縣 (密西西比州)
哈里森縣（英語：Harrison County）是位於美國密西西比州南部的一個縣，南臨墨西哥灣。面積2,528平方公里。根據美國2000年人口普查共有人口189,601人。縣治比洛克西 (Biloxi)和格爾夫波特 (Gulfport)。
成立於1841年2月5日。縣名紀念第九任總統威廉·亨利·哈里森 (William Henry Harrison)。